# Avantages de l'autisme

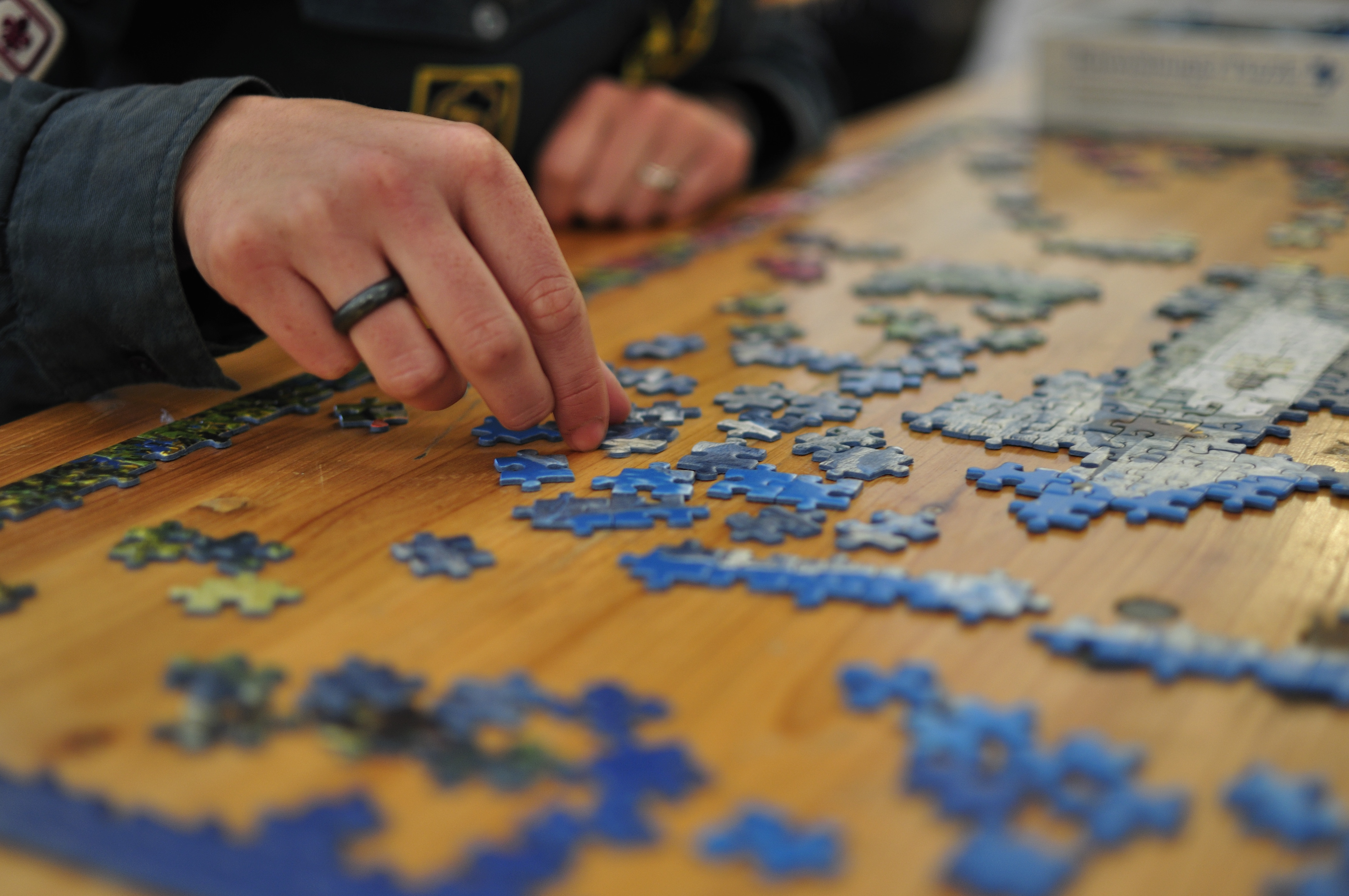
L'un des avantages de l'autisme porte sur l'attention aux détails.

Les avantages de l'autisme sont les points forts et les avantages sélectifs conférés par l'autisme, qui coexistent avec des désavantages, générateurs de handicap. Ces avantages incluent une perception visuelle fine, une bonne capacité de focalisation, ainsi qu'une capacité à l'innovation et à la créativité. Historiquement, la recherche appliquée à l'autisme s'est surtout concentrée sur l'étude des déficits. L'étude des avantages de l'autisme est récente, particulièrement sous l'impulsion des chercheurs Laurent Mottron et Simon Baron-Cohen. L'hypothèse d'un avantage sélectif, développée par ce dernier dans son ouvrage The Pattern Seekers (2020) et par des théoriciens de psychologie évolutionniste, reste à ce jour non prouvée.
Les avantages de l'autisme sont soutenus et mis en avant par des militants de la neurodiversité, ainsi que par des personnalités comme Greta Thunberg. La communauté autiste porte aussi une demande d'usage de vocabulaire neutre ou positif à son égard, plutôt qu'un langage déficitaire mettant l'accent sur la souffrance. Bien qu'il n'existe pas de preuves scientifiques que l'autisme apporte un avantage dans le cadre de l'emploi, quelques entreprises soulignent les forces de leurs collaborateurs autistes à travers des exemples individuels.

## Histoire médicale
L'histoire médicale de l'autisme porte traditionnellement sur la seule étude des déficits, celle des points forts étant un phénomène récent. La description de l'autisme est essentiellement négative, reposant sur la comparaison des personnes autistes avec les personnes non autistes au détriment des premières. Un autre facteur de ce biais est le contexte dans lequel un diagnostic de trouble du spectre de l'autisme (TSA) est posé : la personne concernée doit présenter des déficits qui engendrent chez elle un handicap, afin de recevoir ce diagnostic.
Les premières découvertes des avantages apportés par l'autisme remontent aux études de cas d'« autistes savants », dont les capacités intellectuelles sont décrites depuis des décennies. En 1992, Jim Sinclair, premier militant autiste historique, déclare que des forces et des compétences existent chez la plupart de ses pairs. En 1997, le psychologue britannique Simon Baron-Cohen et son équipe postulent l'existence d'un lien entre l'autisme et les compétences d'ingénierie, hypothèse qui soulève alors une controverse.
Durant les années 2000, la chercheuse et militante pour les droits des personnes autistes Michelle Dawson analyse des publications scientifiques dans lesquelles elle constate que des performances cognitives de personnes autistes qui devraient théoriquement être présentées comme des avantages sont interprétées sous l'angle du désordre ou du déficit. En 2008, la neuroscientifique Francesca Happé critique et complète la théorie de la faible cohérence centrale émise par Uta Frith, en notant que le « déficit » décrit dans la perception des ensembles coexiste avec une perception accrue des détails.
En 2011, le chercheur franco-canadien Laurent Mottron publie dans la revue Nature une tribune intitulée The Power of autism, dans laquelle il plaide pour que les chercheurs cessent de « se contenter d'étudier les déficits autistiques », et « mettent l'accent sur les capacités et les forces des personnes autistes »,. En 2016, s'appuyant sur les travaux de son équipe en neurosciences, il présente l'autisme comme « un variant humain, présentant des avantages et des désavantages », auprès de l'Académie nationale de médecine. Une recension de la littérature scientifique datée de 2017, portant sur 1 154 publications de recherches sélectionnées au hasard sur onze ans, montre que la moitié des études citées ont une perspective axée uniquement sur les déficits des personnes autistes (50,3 %), contre 11 % dont la perspective est axée sur les forces, le reste étant mixte. Un autre élément de contextualisation réside dans la disparition progressive du diagnostic du syndrome d'Asperger, l'ancienne entité nosologique connue comme « syndrome d'Asperger » étant totalement incluse aux TSA depuis 2018.
Les avantages de l'autisme sont le thème central du livre de Simon Baron-Cohen The Pattern Seekers, paru en 2020,.

## Théorisation
La prise en compte des avantages de l'autisme influence désormais la recherche et les modalités d'intervention spécialisée, qui recommandent de plus en plus souvent de s'appuyer sur les points forts des personnes concernées et d'éviter l’usage d’un langage mettant l’accent sur leurs déficits,. Il existe des revendications variées parmi les personnes de la « communauté de l'autisme » ; les personnes concernées qui militent pour une reconnaissance positive de l'autisme soutiennent l'usage d'un vocabulaire non pathologisant, la présomption de compétence plutôt que la présomption d'incompétence, et les interventions fondées sur les forces. Les Drs Aimee Grant et Helen Kara soutiennent que « l'autisme peut être un atout, notamment dans certains contextes professionnels, y compris la recherche qualitative ».

### Rôle de l'autisme dans l'évolution humaine

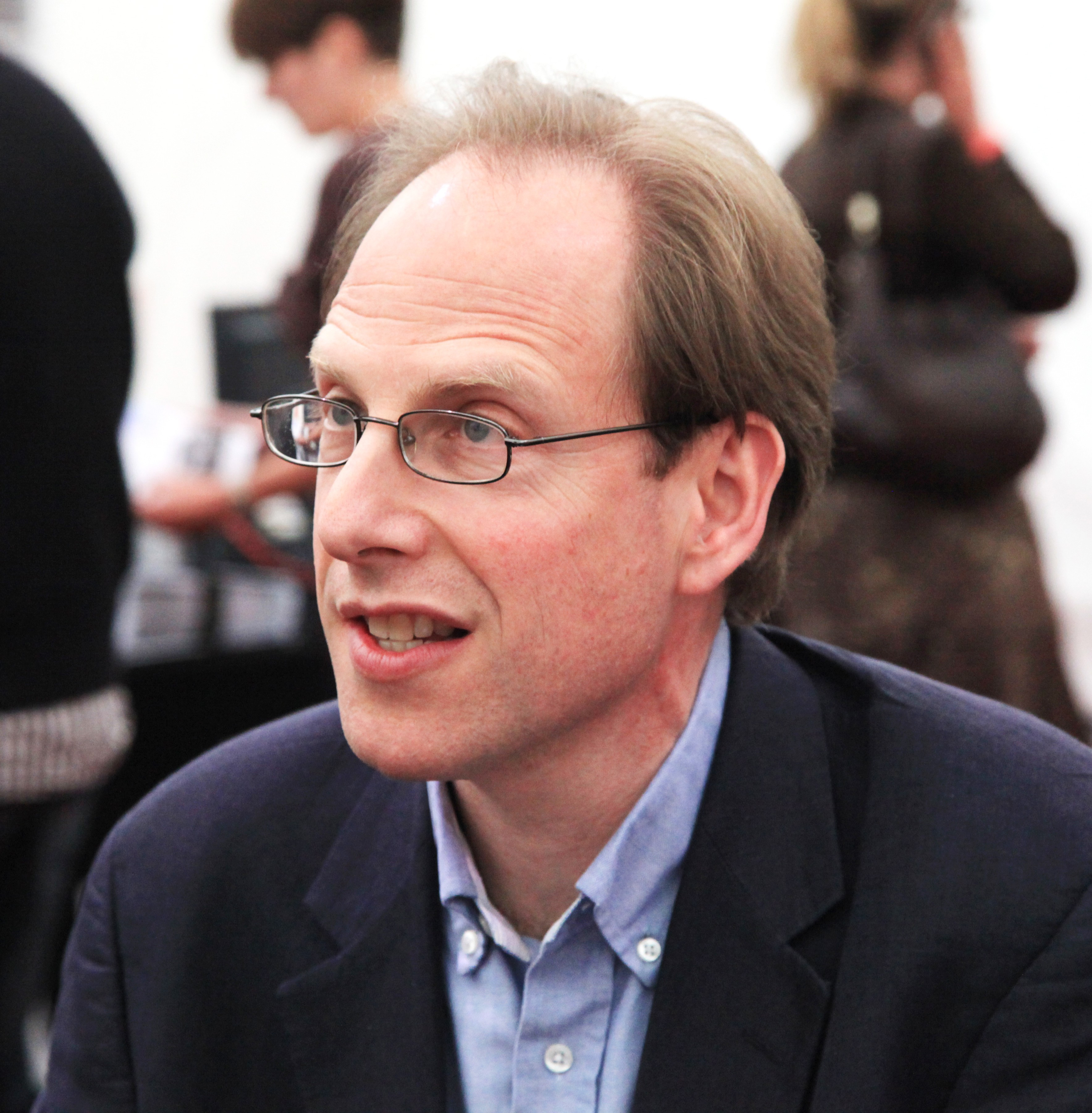
Le professeur de psychologie britannique Simon Baron-Cohen, qui postule que l'autisme apporte un avantage sélectif aux personnes concernées, notamment en termes de capacités d'innovation.

Plusieurs études d'archéologues, en particulier celles de Penny Spikins et Barry Wright (université de Cambridge), concluent que des capacités d'innovation, notamment dans les sphères technologiques et naturelles, sont à l'origine de l'incorporation de l'autisme parmi les communautés humaines à partir de 160 000 ans dans le passé,,. C'est aussi un postulat de Simon Baron-Cohen (bien qu'il démarre son étude à 70 000 ans dans le passé), qui y voit l'origine d'un succès de l'autisme au cours de l'histoire évolutive de la lignée humaine. Il développe cette idée dans The Pattern Seekers, déclarant que « les personnes autistes ont réellement contribué aux progrès humains », Christine Kenneally relevant toutefois dans le New York Times qu'il n'établit pas clairement un lien entre le rôle de ce qu'il appelle « l'hyper-systémisation » et celui des autistes dans le progrès.
En 2011, le psychologue évolutionniste Jared Edward Reser soutient « que les gènes associés aux TSA ont été sélectionnés, précisément parce que cette condition confère un avantage spécifique pour la navigation dans des environnements à grande échelle ». Son « hypothèse du butineur solitaire » soutient que le profil comportemental autistique est idéal pour une recherche de nourriture dans un environnement ancestral, car les tendances asociales favorisent le désir d'explorer de façon indépendante sur de plus grandes distances, et par ailleurs l'engagement dans des activités répétitives est bien adapté à l'exploration de l'environnement et à la cueillette de nourriture,. Il postule aussi que « les individus du spectre autistique peuvent n'avoir été que partiellement solitaires, que la sélection naturelle peut n'avoir favorisé que les traits autistiques subcliniques et que les cas les plus graves d'autisme peuvent être dus à des accouplements assortatifs ».
D'après ces hypothèses, à l'époque préhistorique, l'autisme a pu apporter des idées et des compétences précieuses aux communautés humaines ; si la cognition autiste constitue un avantage sélectif, ce fait explique que l'autisme n'ait pas été éliminé par la sélection naturelle, mais ait au contraire « joué un rôle clé dans l'évolution ». Spikins cite les exemples des peintures rupestres et de l'élevage parmi les domaines dans lesquels l'autisme apporte un avantage. 
L'idée selon laquelle le niveau de détail des peintures rupestres est permis par l'autisme est contestée par l'archéologue Robert G. Bednarik, qui y voit un mythe. L'hypothèse d'un rôle positif de l'autisme dans l'évolution humaine est également contestée par le neuropsychiatre Thomas Gualtieri, qui souligne que les particularités génétiques des personnes autistes sont proches de celles des personnes schizophrènes, et que ces deux groupes ont un faible succès reproductif : il estime que l'existence continue de l'autisme et de la schizophrénie depuis la Préhistoire est une conséquence de l'évolutivité de l'espèce humaine.

### Mesure des points forts
Pour Isabelle Soulières, de l'université de Montréal, il est scientifiquement prouvé que certains sous-groupes de personnes autistes ont des avantages sur les personnes non-autistes ; elle déclare à ce sujet que certaines forces subtiles[Lesquelles ?] semblent systématiquement accompagner la condition (vo : certain subtler strengths seem to systematically accompany the condition). En 2015, l'équipe de Montréal a évalué le taux d'« aptitudes spéciales isolées » (SIS) et de « pics perceptifs » (PP) parmi un groupe de personnes autistes, avec un groupe de contrôle. Elle détermine une prévalence de 62,5 % de SIS (dont le taux augmente avec l'âge et l'intelligence) et 58 % de PP (contre 13 % parmi le groupe témoin). Certains outils de diagnostic, tels que le PEP3 (Profil psycho-éducatif, troisième édition) permettent aussi de mettre en lumière les forces de l'enfant ainsi évalué.

### Nature des points forts
Les points forts scientifiquement évalués chez les personnes autistes, à travers des études expérimentales, incluent la perception visuelle, l'attention aux détails, l'habileté à repérer visuellement un motif tel qu'une figure cachée ou de reconnaître des motifs répétitifs,,,,,. Anna Remington et Jake Fairnie concluent que la perception auditive est également accrue, par comparaison avec les personnes non-autistes.
La nature des points forts dans l'autisme est cependant difficile à étudier de manière isolée : si l'attention aux détails constitue un avantage unanime, cette habileté s'associe à des désavantages tels qu'une anxiété accrue, une hypersensibilité et une inflexibilité. La neuroscientifique britannique Francesca Happé et Simon Baron-Cohen, notamment, postulent que les avantages et les désavantages sont indissociables, constituant un style cognitif particulier aux personnes autistes. Ainsi, l'analyse des fonctions exécutives montre que des forces et des déficits sont correctement identifiés (en 2022), mais que si les déficit sont désormais bien étudiés, l'origine des points forts des fonctions executives des adultes autistes reste à découvrir.
James W. Tanaka et Andrew Sung citent ainsi l'exemple de la perception visuelle : les personnes autistes ont un déficit unanimement reconnu dans la reconnaissance des visages humains, et évitent notoirement le contact visuel avec un visage humain, mais ce déficit co-existe avec un avantage reconnu dans l'identification visuelle d'objets, ces faits plaidant en faveur d'un évitement volontaire du contact visuel humain afin de diminuer la difficulté sociale que ce contact induit. Un autre exemple de désavantage co-existant avec un avantage est l'hypersensibilité sensorielle associée à l'hyperperception, qui conduit les travailleurs autistes à être qualifiés de moins « flexibles » que des travailleurs non-autistes.
Nobuo Masataka note que, dans des conditions identiques, les enfants autistes qui dessinent ont une préférence pour la représentation de sujets sans êtres humains, tandis que les enfants neurotypiques représentent prioritairement des êtres humains : il postule que cette particularité devrait être interprétée sous l'angle d'une neurodiversité, plutôt que sous celui d'un déficit social. En 2024, la même remarque est formulée par une équipe de chercheurs en ce qui concerne le jeu des enfants autistes, historiquement interprété sous le seul angle déficitaire par comparaison aux enfants non-autistes, alors que le jeu des enfants autistes a des qualités spécifiques, et que ces derniers décrivent leur manière de jouer comme source de plaisir. Un temps d'écran important s'associe à davantage de dépression et d'anxiété chez les enfants qui ne sont pas autistes, une relation qui n'a pas été trouvée chez les enfants autistes : une hypothèse explicative serait que ces visionnages soient une source de stress en raison de la comparaison sociale chez les individus qui ne sont pas autistes.

#### Déclarations des personnes autistes et des parents
En 2019, Ginny Russel et ses collègues publient une série d'entretiens structurés avec 28 adultes autistes, et concluent que les avantages les plus souvent cités par les personnes concernées sont : « la capacité d'hyperfocalisation, l'attention aux détails, la bonne mémoire et la créativité ». Ils notent aussi des qualités morales : honnêteté, loyauté, empathie pour les animaux et pour les autres personnes autistes. Leur étude conclut que la mise en avant d'avantages spécifiques procède d'une « fausse dichotomie », certains traits pouvant être décrits comme simultanément avantageux et désavantageux et les participants à leur étude ayant du mal à y faire la part de l'autisme.
Nick Warren et son équipe conduisent une série d'entretiens similaires auprès de parents, qui décrivent des forces de leurs enfants autistes, telles que l'intelligence, la créativité, et des habiletés physiques, dont ils peinent toutefois à tirer parti en raison d'autres faiblesses.

#### Hypersystémisation
Simon Baron-Cohen voit dans l'autisme un style cognitif particulier, basé sur une capacité d'« hypersystémisation », qu'il décrit comme suit : « le trouble du spectre de l'autisme est le résultat d'un mécanisme de systémisation normatif (SM) — dont la fonction est de servir de mécanisme de prédiction du changement — trop élevé. Cette théorie explique [...] leur préférence pour les systèmes qui changent de manière hautement légitime ou prévisible. Enfin, cela explique aussi pourquoi ils deviennent handicapés lorsqu'ils sont confrontés à des systèmes caractérisés par des changements « complexes » ou moins légitimes (comme le comportement social, la conversation, les émotions des gens ou la fiction), car ceux-ci ne peuvent pas être facilement systématisés ». Baron-Cohen ajoute que « Si les TSA sont invalidants dans le monde social, l'hyper-systématisation peut conduire à un talent dans les domaines systématisables ».
Il attribue ainsi les progrès techniques de l'espèce humaine à cette association entre autisme et capacité d'« hypersystémisation », permettant une pensée en if-and-then (concrètement : si j'ai tel objet, et que je fais ceci avec, il se passe cela). Il explore la fréquence de l'autisme parmi les familles d'ingénieurs, de physiciens et de mathématiciens.
Baron-Cohen postule aussi que ce mode de cognition est devenu fréquent chez les personnes autistes, en raison d'appariements entre « systémisateurs » (assortative mating),. Il estime aussi que cette capacité d'hypersystémisation apporte un avantage dans le cadre d'une recherche de la vérité. Il s'oppose à l'hypothèse couramment admise selon laquelle la capacité d'invention humaine repose principalement sur la maîtrise du langage.
Dans une recension critique des études de capacité de navigation spatiale des personnes autistes, Alastair D. Smith note que la théorie de Baron-Cohen selon laquelle les personnes autistes « auraient eu plus de succès dans l'utilisation et la fabrication d'outils pour la chasse, ou dans la navigation spatiale pour explorer les régions éloignées » n'est pas développée dans ses travaux ultérieurs et ne peut donc être considérée comme un exemple d'avantage permis par l'hypersystémisation.
Elizabeth Pellicano et son équipe, lors d'une évaluation de la capacité d'hypersystémisation menée en 2011, concluent à l'inverse de Baron-Cohen que la perception visuelle accrue n'entraîne pas d'avantage sur les personnes non-autistes dans le cadre d'une recherche visuelle de terrain.

#### Centre d'intérêt spécifique et comportements répétitifs
Les personnes autistes ont souvent un ou plusieurs centres d'intérêts intenses pour un ou plusieurs sujets en particulier, dès l'âge scolaire, qui persistent à l'adolescence et à l'âge adulte, quels que soient le genre et l'âge de la personne concernée, constituant un des critères essentiels d'identification de l'autisme. Ce centre d'intérêt s'associe à des comportements répétitifs, formant un ensemble hétérogène, qu'il est difficile de décrire unanimement comme avantageux ou désavantageux. Les intérêts spécifiques et les comportements répétitifs sont décrits comme positifs et avantageux par une partie des personnes autistes et une partie des parents, notamment en termes de motivation et de bien-être apporté.
Pour Michal Waisman-Nitzan et son équipe, chaque centre d'intérêt d'une personne autiste, prise individuellement, doit être examiné à la lumière de ce qu'il apporte en termes d'avantages et de désavantages dans un contexte donné.
Dans le cadre scolaire, la répétition d'un comportement apporte un désavantage. L'intérêt spécifique peut être perçu comme une force, mais se révèle inutile en entreprise si les tâches demandées requièrent de nombreuses interactions sociales. Dans les milieux professionnels, il n'existe pas de preuve que le centre d'intérêt spécifique constitue unanimement un avantage, les caractéristiques du marché de l'emploi et le stress associé étant plutôt peu compatibles avec les attentes et les motivations des travailleurs autistes.

### Usage de termes non péjoratifs
Des recommandations de vocabulaire neutre sont formulées par différentes associations de personnes concernées par l'autisme. Par exemple, éviter les mots « déficit » et « symptôme » et leur préférer « caractéristique » et « différence ». Autisme Europe recommande d'éviter les expressions « souffrir d'autisme » et « être victime d'autisme », et de parler à la place de « personne autiste », qui est le terme préféré par les adultes autistes interrogés à ce sujet. Cette association recommande aussi de ne pas parler de « maladie » mais plutôt de « condition » ou de « handicap » et d'éviter le mot « trouble ». Une étude par questionnaire menée auprès de 541 adultes autistes francophones confirme le rejet du champ sémantique de la souffrance et de l'atteinte, les termes « autisme », « personne autiste » et « autiste » associés au champ sémantique de la différence étant les plus fréquemment cités comme terminologies préférées, tandis que les expressions « souffrant d'autisme » et « atteint d'autisme » sont rejetées.
Le chercheur franco-canadien Laurent Mottron demande aux chercheurs d'« évit[er] un langage qui présente l'autisme comme un défaut à corriger » ; les chercheurs britanniques Barry Wright, Penny Spikins et Hannah Pearson soutiennent aussi l'usage d'un vocabulaire positif.

## Soutien aux avantages de l'autisme

### Témoignages individuels

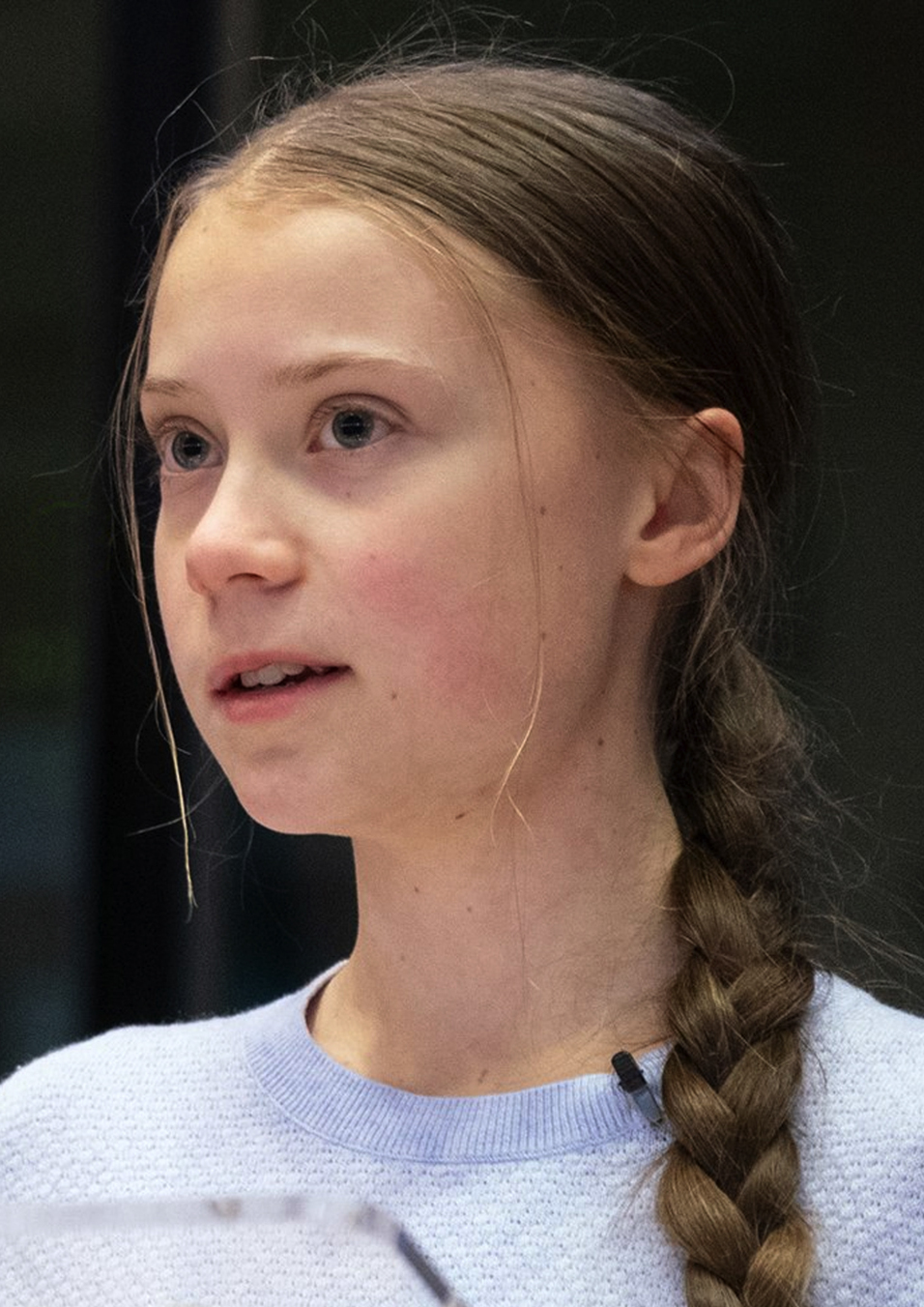
Greta Thunberg décrit son autisme comme un super-pouvoir.

Plusieurs personnes autistes, en particulier des adolescents et de jeunes adultes, décrivent leur condition comme un avantage,. Les autobiographies de personnes autistes verbales (qui s'expriment par le langage oral) et de personnes autistes non-verbales (qui ne s'expriment pas par le langage oral), notamment celle de Tito Mukhopadhyay, plaident contre la description déficitaire et médicale de l'autisme, et pour une prise en compte de leurs compétences.
Josef Schovanec, dans une interview donnée en 2015, dit avoir pris conscience des avantages coexistant avec son handicap pendant ses examens de mathématiques, en constatant qu'il les terminait beaucoup plus vite que ses camarades de classe. En 2019, Greta Thunberg déclare que sa forme d'autisme est un « super-pouvoir »,. La même année, Katie Buckingham, une autre femme autiste, témoigne du cheminement qui l'a conduite à reconnaître son autisme comme un avantage. Dawn Prince-Hughes (en), qui travaille sur les gorilles au zoo de Seattle, est devenue docteure en anthropologie interdisciplinaire et attribue sa réussite à son autisme.

### Avantages de l'autisme en entreprise

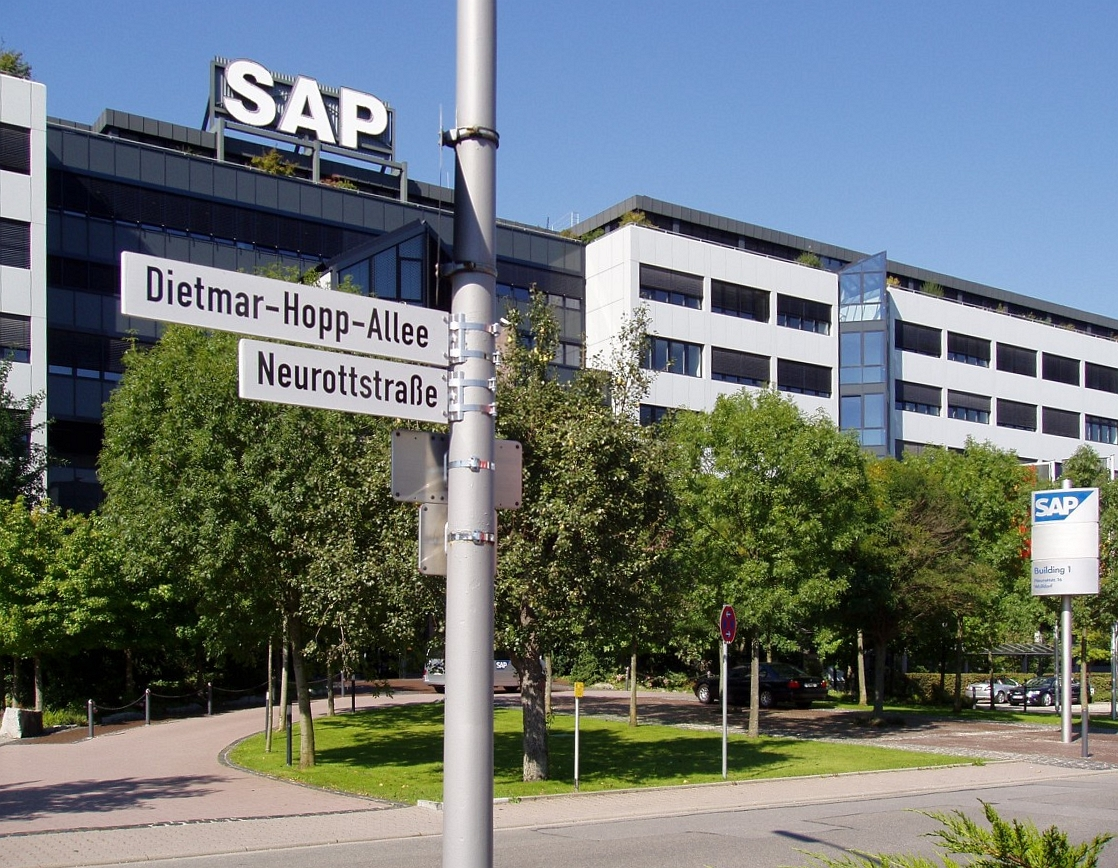
Siège social de SAP à Walldorf, en Allemagne, entreprise de conception et vente de logiciels pratiquant la discrimination positive en faveur des travailleurs autistes.

D'après une recension systématique de la littérature scientifique effectuée en 2020 par Simon M. Bury et al., il existe très peu d'études et très peu de preuves d'avantages conférés par l'autisme dans les milieux professionnels, bien que la recherche clinique ait démontré l'existence de points forts individuels,. 
Une série d'entretiens structurés entre des personnes diagnostiquées avec syndrome d'Asperger et des personnes non-autistes, publiés en 2014, concluent que les personnes diagnostiquées Asperger ont une plus grande capacité de concentration mais une plus faible efficacité globale dans leurs tâches professionnelles que les personnes non-autistes. Une nouvelle série d'entretiens avec 45 adultes autistes en emploi, publiée en 2023, conclut que la perception d'un avantage conférée par l'autisme dans leur emploi est un thème qui revient fréquemment durant ces entretiens.
Emma Costello et son équipe (2021) estiment que les points forts individuels pourraient être utiles dans l'industrie de la technologie, mais notent aussi que le taux de chômage des personnes autistes reste très élevé.
Certaines entreprises s'expriment publiquement à propos de ces avantages, en déclarant que des employés autistes, pris individuellement, leur ont apporté un avantage, ; il est aussi fréquent que ces mêmes entreprises décrivent des qualités de fiabilité et d'honnêteté chez leurs collaborateurs autistes. Baron-Cohen cite les exemples des entreprises informatiques Specialisterne et Auticon, dans lesquelles les collaborateurs autistes sont explicitement décrits comme plus doués dans certaines taches (notamment les taches répétitives) que les non-autistes. La principale difficulté posée dans l'entreprise est que les personnes autistes puissent exercer dans des conditions environnementales qui leur permettent d'exprimer leurs points forts, mais aussi d'être évaluées autrement que sous le seul angle médical,. La chercheuse Melina Scott et son équipe déclarent que cette « prédominance du modèle médical » entraîne « une vision déséquilibrée de l’autisme qui serait comme une somme de déficits à compenser pour pouvoir accéder à l’emploi. Ce paradigme empêche de voir les compétences développées par les personnes autistes ». Simon M. Bury et al. recommandent une approche qui s'appuie sur les points forts individuels des travailleurs autistes.